# Adolf Printzensköld
Eric Adolf Printzensköld, född 10 augusti 1803 i Mellby, Bro socken, Värmland, död 21 november 1852 i Karlskrona, var en svensk sjömilitär.
Adolf Printzensköld var son till majoren Axel Johan Printzensköld och bror till Carl Printzensköld. Efter att ha genomgått Krigsakademien blev han underlöjtnant vid örlogsflottan 1822, kommendörkapten 1853, kommendör 1858 och konteramiral 1861. Han fick avsked 1871. Printzensköld tillbringade en stor del av sina tidigare officersår utomlands. 1825–1826 medföljde han linjeskeppet Tapperheten, som jämte ett annat fartyg sålts till Colombia av svenska regeringen. Därefter var han i omkring två år anställd i den franska örlogsflottan och deltog bland annat i blockaden och erövringen av Alger, där han visade prov på stor personlig tapperhet. Efter hemkomsten från Frankrike tjänstgjorde Printzensköld på övningsexpeditioner till sjöss samt kommenderades 1841 till örlogsvarvet i Karlskrona, vars chef han var 1857–1867. Under hans tid skedde viktiga förbättringar vid örlogsbasen, som tillkomsten av en varvspoliskår, järnvägsanläggningar, ombyggnader av verkstäder, byggande av vattenledningssystem, utvidgning av dockor, Kungsbrokajens färdigställande, nybyggnad av sjukhus och ångbageri med mera. Under två perioder, 1861–1862 och 1865 var Printzensköld förordnad till befälhavande amiral i Karlskrona. 1866 och 1869 tjänstgjorde han som generalmönsterherre. Printzensköld invaldes 1838 i Örlogsmannasällskapet (hedersledamot 1861) och 1855 i Krigsvetenskapsakademien. Han blev riddare av Svärdsorden 1848, kommendör av samma orden 1860 och kommendör med stora korset 1869.